# 리마콩
리마콩(학명: Phaseolus lunatus 파세올루스 루나투스[*])은 콩과의 여러해살이 덩굴식물이다.

## 분포
아메리카에 분포한다. 북아메리카(멕시코), 중앙아메리카(과테말라, 니카라과, 벨리즈, 엘살바도르, 온두라스, 코스타리카, 파나마), 남아메리카(베네수엘라, 볼리비아, 브라질, 아르헨티나, 에콰도르, 콜롬비아, 파라과이, 페루)가 원산지이다.

## 종내 분류군
- P. lunatus var. limenanus (L. H. Bailey) Burkart
- P. lunatus var. solanoides (Eselt.) Burkart

## 사진 갤러리

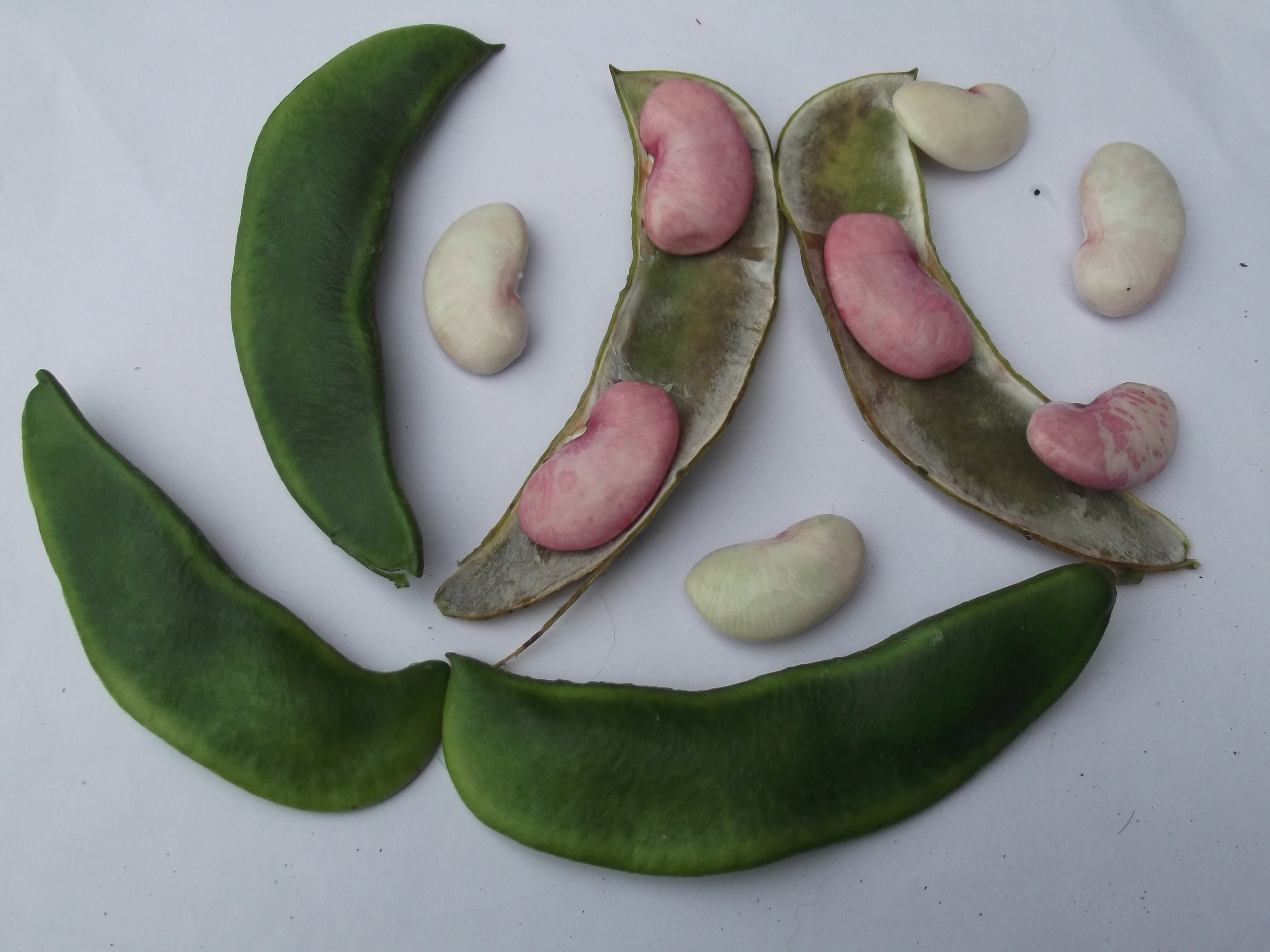
리마콩